# ساوالیوو (شهرستان تاتیشلینسکی، باشقیرستان)
ساوالیوو (انگلیسی: Savaleyevo, Tatyshlinsky District, Republic of Bashkortostan) یک شهرک در شهرستان تاتیشلینسکی استان باشقیرستان کشور روسیه است.